# Be Prepared
《준비해라》(Be Prepared)는 1994년 디즈니의 만화영화 라이온 킹에 나오는 노래이다. 스카(제레미 아이언스, 짐 커밍스), 센지(우피 골드버그), 반자이(치치 마린), 에드(짐 커밍스)가 불렀으며, 노래 가사에는 왕이 되고자 하는 스카의 야심과 이를 이루기 위한 왕 암살 음모, 스카가 하이에나들을 자신의 편으로 끌어들이고자 '다시는 굶주리지 않으리라'며 하이에나들을 감언이설로 홀리는 모습 등이 있다.